# 埃利斯普雷里 (密蘇里州)
埃利斯普雷里（英語：Ellis Prairie）是位於美國密蘇里州德克薩斯縣的非建制地區。

## 歷史
埃利斯普雷里的郵局於1879年設立，其後於1979年停運。

## 地理
埃利斯普雷里所處的海拔為高於海平面373米（即1224英呎），而該地所採用的時區為UTC-6，即北美中部時區（CST）。同時該地設有夏令時間，為UTC-6調快一小時，即UTC-5（CDT）。